# Petro Konaschewytsch-Sahaidatschnyj

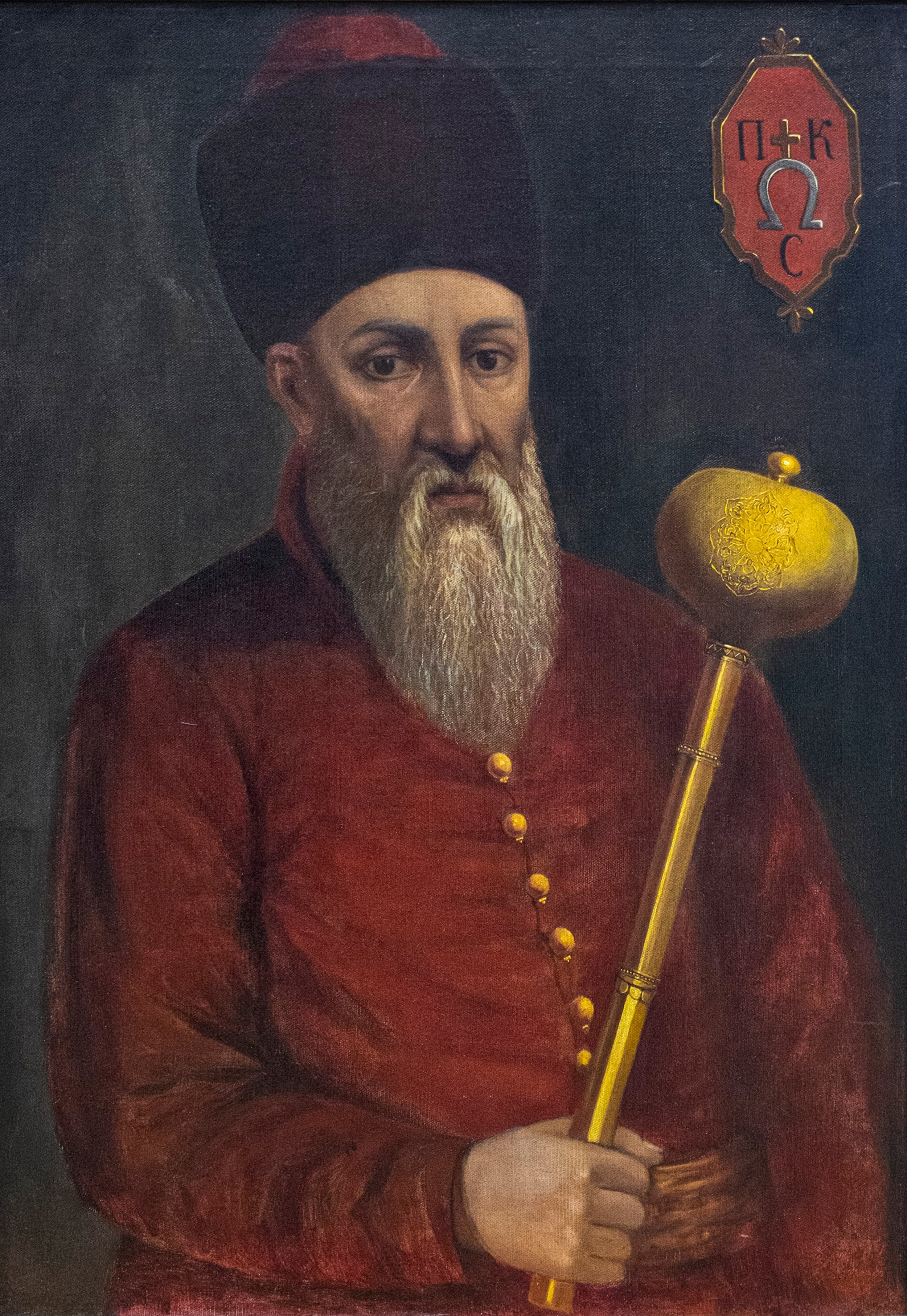
Hetman Petro Konaschewytsch-Sahaidatschnyj, Porträt von Havrylo Vasko, Mitte des 19. Jahrhunderts

Petro Konaschewytsch-Sahaidatschnyj (ukrainisch Петро Конашевич Сагайдачний, polnisch Piotr Konaszewicz-Sahajdaczny; * 1570 in Kultschyzi; † 20. April 1622 in Kiew) war ein ukrainischer Militärführer, Politiker und zwischen 1614 und 1622 Hetman der Saporoger Kosaken.

## Leben
Petro besuchte die Schule in Sambor und absolvierte anschließend die Ostroger Akademie in Wolhynien. Er war ein Schulkamerad von Meletij Smotryzkyj, dem späteren Erzbischof und Autor einer Hramatika, welche viele Generationen von Ukrainern, Russen und Weißrussen als Grundlage der slawische Sprache diente. Die Stadt Ostrog war ein großes kulturelles und ideologisches Zentrum der Orthodoxie, das viele Werke gegen den Katholizismus und die Kirchenunion veröffentlichte. Sahaidatschnyj zog nach Lwiw und danach nach Kiew, wo er Assistent und Tutor des Kiewer Richters I. Aksak wurde. Schon in jungen Jahren erlernte er den militärischen Waffendienst und die Reitkunst. Er schloss sich den Saporoger Kosaken an und nahm 1600 an Kosaken-Militärexpeditionen ins Fürstentum Moldau und 1601 nach Livland teil. Sein Talent für eine militärische Strategie, seinen Mut und seine Fähigkeit, unter großen Widrigkeiten und Schwierigkeiten Führungskunst zu beweisen, erwarb er sich unter dem Otaman Samiylo Kischka.

### Führer der Saporoger Kosaken
Er übersiedelte 1605 nach Saporischschja, wo er zum Kosch-Otaman der Saporoger Kosaken gewählt wurde. Unter seiner Führung führten die Kosaken bereits größere Kampagnen gegen die Krimtataren durch. Die Kosaken-Flotte eroberte die Festung Warna und zerstörte eine starke osmanische Flottille. Im Jahr 1616 gelang seinen auf der Halbinsel Krim gelandeten Truppen die Erstürmung von Kaffa und die Befreiung vieler christlicher Sklaven. Während er noch gegen die osmanischen Türken kämpfte, bat die Polnisch-Litauische Union die Kosaken um Unterstützung im Krieg gegen das russische Moskauer Reich. 
Der polnische König Władysław IV. wollte, dass Sahaidatschnyj dem polnischen Heer mit 20.000 Kosaken die Südflanke vor Moskau decken sollte. Die Kosaken besetzten nacheinander die Städte Putywl, Kursk, Livny und Jelez. Die Moskauer Truppen unter dem Wojewoden Grigory Wolkonski zwangen die Kosaken zu einem Umweg, konnte jedoch den Vormarsch der Kosakenregimenter über Serpuchow nicht aufhalten. Im September 1618 wurden die Kosaken von einer russischen Armee unter Wassili Buturlin zurückgeworfen. Die vereinte Armee von Jan Karol Chodkiewicz und Sahaidatschnyj belagerte Moskau und versuchten am 11. Oktober erfolglos die Arbat-Tore zu stürmen. Während dieses Überfalls wurde die Stadt Serpuchow und Anfang Dezember die Stadt Kaluga erobert. Die gesamte Kampagne gipfelte schließlich im Dezember 1618 mit der Unterzeichnung des Vertrags von Deulino, der zur größten territorialen Expansion der polnisch-litauischen Union führte. Sahaidatschnyj und seine Kosaken hatten sich als Unterstützer des orthodoxen Christentums positioniert, hinterließen jedoch große Verwüstungen, die sich von Livny nach Moskau und zurück nach Kaluga und Kiew erstreckten und orthodoxe Kirchen, Städte und Dörfer einbezogen. Sahaidatschnyj kehrte nach Saporischschja zurück und wurde dort Kosch-Otaman und Hetman der Ukraine. Um Konflikte mit Polen zu vermeiden, erklärte sich Sahaidatschnyj bereit, seine Kosakenregister auf 3000 Mann zu beschränken und verbot alle nicht vom König autorisierten Kosaken-Seeangriffe an der Schwarzmeerküste.

### Kirchenpolitik
Sahaidatschnyj kämpfte nicht nur für die Autonomie, sondern auch für die religiösen und kulturellen Rechte des Kosaken-Volkes auf beiden Ufern der Ukraine. 1620 registrierte er sich samt den Häuptern der Saporoger Führerschaft als Mitglieder der Kiewer Epiphania-Bruderschaft, dem Vorläufer der heutigen Kiew-Mohyla Akademie, um die orthodoxe Bildungsstätte vor der Umwandlung in ein römisch-katholisches Jesuitenkolleg zu bewahren. Er trug auch zur Errichtung eines Kulturzentrums in Kiew bei und versuchte das Kosaken-Militär mit dem ukrainischen Klerus und Adel zu vereinen. Anfang 1620 sandte er einen Gesandte nach Moskau um den dort weilenden Patriarchen Theophanes III. von Jerusalem für eine Visite in der Ukraine zu ersuchen. Sahaidatschnyjs Boten überzeugten den Patriarchen die aufgelöste alte orthodoxe Hierarchie zu erneuern, die durch die Gründung der griechisch-katholischen Kirche aufgehoben war. Theophanes III. beschuldigte die Kosaken noch immer für die Teilnahme an der Moskauer Kampagne und sagte ihnen für diese Taten im Jenseits die Verdammnis voraus. Der Patriarch sagte aber dann zu und ernannte Iov Boretzky zum Metropoliten Kiew sowie fünf weitere Bischöfen. Da das polnisch-litauische Reich damit drohte Theophanes III. als Spion festzunehmen, wurde dem Patriarchen der persönliche Schutz durch Sahaidatschnyj garantiert. Nachdem die neue Hierarchie installiert worden waren, begleitete ein 3.000 Mann starkes Kosakenheer den Patriarchen bis zur osmanischen Grenze. Das polnisch-litauische Reich nahm die Ernennung dann ebenfalls als gegeben an, weil es die enge Kontakte zu den Kosaken aufrechterhalten wollte, nachdem die Türken die polnische Armee am 19. September 1620 in der Schlacht bei Ţuţora besiegt hatten. Sahaidachnys gemäßigte Politik gegenüber den Polen provozierte viel Unzufriedenheit und viele Kosaken wählten Jatsko Borodavka zu ihrem Hetman.

### Feldzug nach Chotyn
Petro Sahaidatschnyj nahm mit seinen Kosaken (bis zu 40.000 Mann) an der Seite Polen-Litauens am Krieg gegen das türkische Osmanische Reich teil. Bis Oktober 1621 dauerte derweil die entscheidende Schlacht bei Chotyn, in der Kosaken und polnische Truppen gemeinsam gegen eine zahlenmäßig doppelt überlegene osmanische Armee kämpften. Die Schlacht dauerte über einen ganzen Monat, solange bis Sultan Osman II. wegen des Wintereinbruchs gezwungen war, sich mit seinen geschwächten Streitkräfte zurückzuziehen. Sahaidatschnyj und seine Kosaken spielten eine bedeutende Rolle in der Schlacht und zwangen die Türken einen Waffenstillstands- und Friedensvertrag zu unterzeichnen. Am 20. April 1622 starb Sahaidatschnyj in Kiew an Wunden, die er in der Schlacht erlitten hatte und wurde später im Bratzki-Kloster von Kiew beigesetzt. Er überließ sein gewaltiges Vermögen aus klerikalen Gründen den orthodoxen Bruderschaften in Kiew und Lemberg.

## Spätere Ehrungen
- Auf der Rückseite einer ukrainischen Hrywnja-Münze ist ein Porträt von Sahaidatschnyj abgebildet und sein Schiff, ein typisches Kosakenboot.
- Am 4. Juli 1993 wurde das Flaggschiff der ukrainischen Marine, die Hetman Sahaidatschnyj, nach ihm benannt.
- Am 22. Juli 1995 gab die Post der Ukraine eine Briefmarke mit dem Bild des Hetmans im Wert von 30.000 Karbowanez aus.
- Im Jahr 2001 wurde in Kiew auf dem Kontraktowa-Platz im Podil ein Bronzemonument zu Ehren des Hetmans eingeweiht. Die Entwürfe und die Ausführungen stammen aus der Werkstatt der Bildhauer Schwezow, Sydoruk und Krylow.[1]

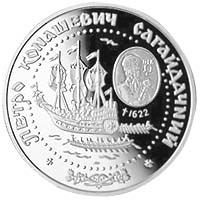
Der Hetman und sein Boot auf einer ukrainischen Münze.
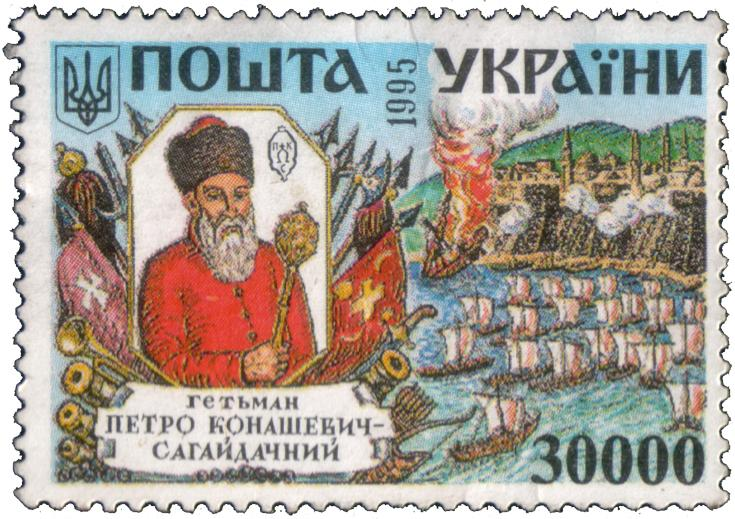
Der Hetman auf einer ukrainischen Briefmarke.
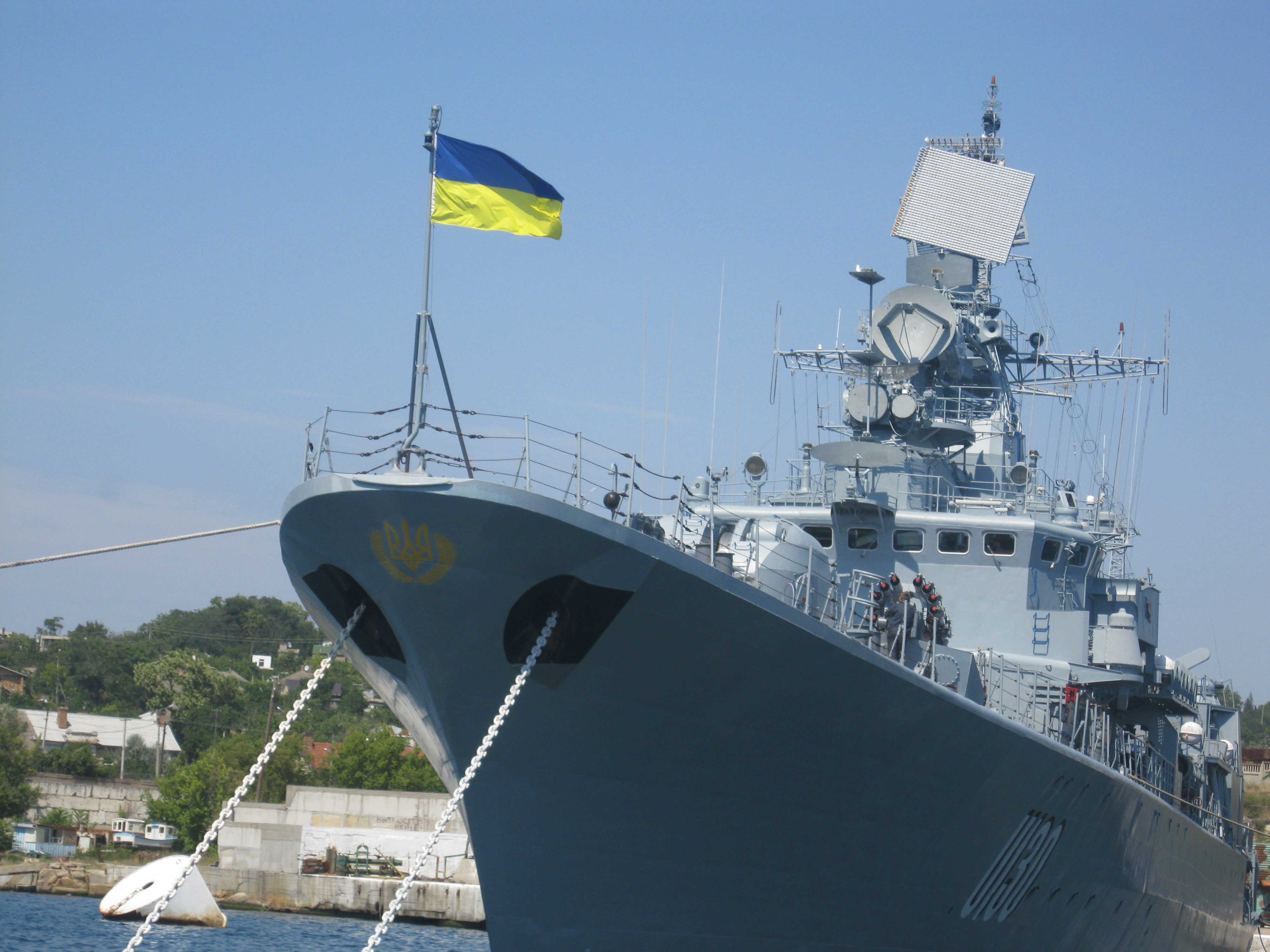
Die Hetman Sahaidatschnyj als Flaggschiff der ukrainischen Marine im Hafen von Sewastopol.